# Referéndum de Bulgaria de 2016
El referéndum de Bulgaría de 2016 fue un referéndum de tres preguntas que tuvo lugar en Bulgaria el 6 de noviembre de 2016, coincidiendo con las elecciones presidenciales del mismo año. Los electores debieron responder sobre la limitación de subvenciones y ayudas públicas a los partidos políticos (se proponía limitar a la recepción de un lev por voto recibido), la introducción en el país del sufragio obligatorio para las elecciones y los referéndums, así como, por último, una pregunta para cambiar el sistema electoral de las elecciones legislativas a un sistema de balotaje. Para obtener el reconocimiento de vinculante, el referéndum debía tener una participación igual o superior que las elecciones legislativas de 2014 (unos 3 millones y medio de personas).
Las tres propuestas obtuvieron una mayoría absoluta en el plebiscito, pero la participación de la jornada fue más baja que la de las elecciones legislativas de 2014, por lo que el quórum necesario para ser un referéndum vinculante no se cumplió. Sin embargo, al haber obtenido más del 20 % de votos a favor, las propuestas debían ser debatidas obligatoriamente por la Asamblea Nacional. La cámara debatió las propuestas pero rechazó legislar ninguna de las tres. Una causa legal se inició contra Comité de Iniciativa, iniciador del referéndum, pero la Corte Suprema descartó invalidar el referéndum.
A pesar de no llegar por un 0,2 % (alrededor de 12 000 personas) a una participación del 51 % ni tener un efecto obligatorio, la participación se basó únicamente en el número de votos válidos; no en el número de votantes. Algunos distritos no pudieron abastecer a todos los votantes durante la jornada y también e dieron largas colas que impidieron a otros votar, algunos distritos cerraron antes de la hora oficial del fin del referéndum (20:00 UTC + 2) e incluso en algunos colegios electorales las urnas fueron cerradas para evitar su contabilización. Según la Comisión Electoral, más de 12 000 papeletas se quedaron sin contabilizar por no tener sobre oficial.

## Resultados
| Pregunta                                          | A Favor   | A Favor | En Contra | En Contra | Abstención | Abstención | Nulos/ En blanco | Votos totales | Votantes registrados | Participación |
| Pregunta                                          | Votos     | %       | Votos     | %         | Votos      | %          | Nulos/ En blanco | Votos totales | Votantes registrados | Participación |
| ------------------------------------------------- | --------- | ------- | --------- | --------- | ---------- | ---------- | ---------------- | ------------- | -------------------- | ------------- |
| Sistema de elecciones legislativas de dos vueltas | 2.509.864 | 73,80   | 560.024   | 16,47     | 330.928    | 9,73       | 87.668           | 3.488.484     | 6.865.086            | 50,81         |
| Voto obligatorio                                  | 2.158.929 | 63,48   | 905.691   | 26,63     | 336.180    | 9,89       | 87.668           | 3.488.468     | 6.865.086            | 50,81         |
| Financiación de partidos                          | 2.516.791 | 74,02   | 523.759   | 15,40     | 359.778    | 10,58      | 87.668           | 3.487.996     | 6.865.086            | 50,81         |
| Fuente: CIK                                       |           |         |           |           |            |            |                  |               |                      |               |